# Waalse Pijl 1996
De 60ste editie van de Waalse Pijl (ook bekend als La Flèche Wallone) werd gehouden op woensdag 17 april 1996. Het parcours had een lengte van 200.5 kilometer. De start vond plaats in Spa en de finish was in Hoei, op de Muur van Hoei om precies te zijn. Van de 182 gestarte renners bereikten 98 coureurs de eindstreep.

## Uitslag
| Waalse Pijl 1996 (200.5 km) |                       |                    |          |
| Plaats                      | Naam                  | Ploeg              | Tijd     |
| Winnaar                     | Lance Armstrong       | Motorola           | 4u40'00" |
| 2                           | Didier Rous           | GAN                | +00' 08" |
| 3                           | Maurizio Fondriest    | Roslotto-ZG Mobili | +00' 54" |
| 4                           | Mauro Gianetti        | Team Polti         | +01' 00" |
| 5                           | Gabriele Colombo      | Gewiss-Playbus     | +01' 08" |
| 6                           | Enrico Zaina          | Carrera            | +01' 13" |
| 7                           | Oleksandr Hontsjenkov | Roslotto-ZG Mobili | +01' 21" |
| 8                           | Laurent Brochard      | Festina            | +01' 42" |
| 9                           | Stéphane Heulot       | GAN                | +01' 50" |
| 10                          | Davide Rebellin       | Team Polti         | z.t.     |
|                             |                       |                    |          |
| 17                          | Maarten den Bakker    | TVM                | +01' 52" |
| 32                          | Axel Merckx           | Motorola           | +02' 14" |

1936 · 1937 · 1938 · 1939 · 1940 · 1941 · 1942 · 1943 · 1944 · 1945 · 1946 · 1947 · 1948 · 1949 · 1950 · 1951 · 1952 · 1953 · 1954 · 1955 · 1956 · 1957 · 1958 · 1959 · 1960 · 1961 · 1962 · 1963 · 1964 · 1965 · 1966 · 1967 · 1968 · 1969 · 1970 · 1971 · 1972 · 1973 · 1974 · 1975 · 1976 · 1977 · 1978 · 1979 · 1980 · 1981 · 1982 · 1983 · 1984 · 1985 · 1986 · 1987 · 1988 · 1989 · 1990 · 1991 · 1992 · 1993 · 1994 · 1995 · 1996 · 1997 · 1998 · 1999 · 2000 · 2001 · 2002 · 2003 · 2004 · 2005 · 2006 · 2007 · 2008 · 2009 · 2010 · 2011 · 2012 · 2013 · 2014 · 2015 · 2016 · 2017 · 2018 · 2019 · 2020 · 2021 · 2022 · 2023 · 2024
Lijst van beklimmingen